# Летние гастроли
«Летние гастроли» (англ. Summer Stock) — мюзикл производства кинокомпании Metro-Goldwyn-Mayer, вышедший на экраны в 1950 году. Главные роли в фильме исполнили Джуди Гарленд и Джин Келли.

## Производство
Продюсер Джо Пастернак изначально планировал пригласить в пару к Гарленд её постоянного партнёра Микки Руни, однако позже предпочёл отдать главную мужскую роль звезде мюзиклов Джину Келли. Для дуэта Гарленд-Келли это был третий и последний совместный проект. После «Летних гастролей», ставших для неё 27-м фильмом на MGM, Джуди Гарленд покинула студию. Во время съёмок Гарленд испытывала серьёзные проблемы со здоровьем и набрала лишний вес, из-за чего съёмки растянулись на восемь месяцев. Ещё через два месяца была снята сцена, где Гарленд танцует и исполняет песню Get Happy. К этому времени она похудела на 20 фунтов, вернув свою прежнюю форму, и выглядела заметно стройнее, чем в снятых ранее сценах.
После завершения работы над фильмом Гарленд приступила к съёмкам в мюзикле «Королевская свадьба» с Фредом Астером, однако её личные проблемы вновь стали сказываться на съёмочном процессе, из-за чего продюсеры заменили её на юную Джейн Пауэлл. Вскоре студия MGM договорилась с Гарленд о расторжении контракта. Новости об уходе Гарленд со студии положительно сказались на кассовых сборах «Летних гастролей», вышедших на экраны в сентябре 1950 года.

## Сюжет
На ферму Джейн Фолбери в Новой Англии приезжает её сестра, актриса Эбигейл со своей театральной труппой. Чтобы сэкономить на аренде, актёры решают использовать сарай на ферме в качестве своей репетиционной базы перед большим представлением на Бродвее. Джейн соглашается приютить труппу в обмен на помощь актёров с делами по хозяйству, которое из-за неурожая пребывает в запустении. Режиссёр труппы Джо Росс, который обручён с Эбигейл, влюбляется в её сестру, и Джейн отвечает ему взаимностью, хотя она и помолвлена с другим.

## В ролях
- Джуди Гарленд — Джейн Фолбери, хозяйка фермы
- Джин Келли — Джо Росс, режиссёр и жених Эбигейл
- Глория Дехейвен — Эбигейл Фолбери, актриса, невеста Джо Росса и сестра Джейн
- Эдди Брекен — Орвилль Уингейт, жених Джейн
- Марджори Мэйн — Эсме, экономка Джейн Фолбери